# Psychoéducation
La psychoéducation est une discipline faisant partie de la famille des sciences sociales. Cette pratique est née au Québec au milieu des années 1950, mais est officialisée en tant que profession et discipline distincte de la psychologie par sa reconnaissance universitaire en 1971. Les psychoéducateurs interviennent auprès de personnes aux prises avec des difficultés d'adaptation se reflétant sur le plan comportemental, quel que soit l'environnement dans lequel vit la personne.
La psychoéducation est une discipline qui consiste en la prévention et l'intervention dans le domaine de l’inadaptation psychosociale, principalement auprès de jeunes.

## Historique

### Boscoville
La psychoéducation émerge à la suite de la nécessité d'intervenir d'une façon spécifique auprès des enfants et des adolescents présentant des problématiques particulières. C'est par la fondation de Boscoville, au début des années 1940, que l’embryon de la psychoéducation est formé. Deux religieux de la Congrégation des Pères de Sainte-Croix, Albert Roger et Maurice Lafond, fondent initialement un camp d'été dans le but d'offrir des vacances de plein-air à de jeunes garçons considérés comme délinquants et vivant dans des quartiers défavorisés de la ville de Montréal. Puis, inspiré du film Boys Town, le père Roger décide de transformer le camp en véritable communauté citadine dans laquelle les jeunes en seront les citoyens. Le projet se concrétise et le nomme Boscoville en l'honneur de Don Bosco (Saint-Jean Bosco). Les jeunes exercent les responsabilités nécessaires au bon fonctionnement de la communauté. Au fil du temps, le projet prend de l'expansion jusqu'en 1954 où il devient un centre permanent pouvant accueillir 75 jeunes répartis dans 6 « quartiers ». Dans les années 1960, sa capacité monte à 180 jeunes.
En 1997, après deux décennies de remise en question et à la suite de certaines études mettant en doute l'efficacité de ses méthodes ainsi qu'à l'arrivée de structures mises en place par l'État, le ministère de la Santé et des Services sociaux du Québec ferme Boscoville. La rééducation des jeunes délinquants est alors confiée aux centres jeunesse de Montréal.
C'est l'approche thérapeutique du vécu relationnel de Boscoville qui jette les bases de la psychoéducation et rend le centre distinct des pratiques des écoles de réforme traditionnelles. Cette distinction et son innovation lui apportera une réputation nationale et internationale.

### Développement de la profession
Les premiers psychoéducateurs développent des techniques pour intervenir auprès d'enfants éprouvant des troubles affectifs graves, d'adolescents délinquants incarcérés jusque-là dans les prisons pour adultes, ou d'enfants abandonnés en institution. Au fil des années, la discipline développe ses moyens d’intervention, ce qui permet à l'approche psychoéducative d'être graduellement utilisée dans différents milieux, auprès d'une clientèle variée présentant des difficultés d'adaptations diversifiées. Le 29 septembre 2000, les psychoéducateurs intègrent le système professionnel québécois en faisant partie de l'Ordre des conseillers et conseillères d'orientation et des psychoéducateurs et psychoéducatrices du Québec. L'Ordre des psychoéducateurs et psychoéducatrices existe au Québec depuis décembre 2010.

## Assises théoriques[1]
Le terme psychoéducation fait référence aux deux sources de la discipline ; l'éducation et la psychologie.
La portion « éducation » fait référence à l'éducation spécialisée française, développée pendant et après la Seconde Guerre Mondiale en réponse à la détresse chez les jeunes amplifiée par les bouleversements de l'époque  tandis que la portion « psychologie » réfère à la psychologie américaine qui vise à répondre aux besoins des jeunes en difficulté dans un contexte résidentiel.
La validité de la psychoéducation comme discipline est liée au caractère distinct de ses paradigmes qui puisent dans diverses sources ; des auteurs comme Erikson, Jean Piaget, Sigmund Freud et d'autres psychanalystes du moi comme Rapaport et White, les expériences de Redl et Wineman pour la conception d'un milieu thérapeutique ainsi que Carl Rogers et son approche humaniste qui a influencé la définition de la relation éducative.
Ces auteurs influencent fortement ceux qui sont considérés comme les piliers de la psychoéducation, ceux qui ont façonné l'approche et la méthodologie psychoéducative : Jeannine Guindon, Gilles Gendreau et Euchariste Paulhus. L'originalité dont ils ont fait preuve réside dans le développement d'une discipline liée à une pratique éducative (l'intervention psychoéducative), modelée dans une approche de la rééducation (le modèle Guindon), privilégiant un contexte d'intervention (le modèle Gendreau), transmis dans une formation universitaire distincte débouchant sur une profession spécifique (les psychoéducateurs).

### Le modèle Guindon
Il s'agit d'une conception de la prise en charge des jeunes inadaptés, proposée par Jeannine Guindon dans la première publication en psychoéducation ; Les étapes de la rééducation des jeunes délinquants… et des autres, publiée en 1970. Selon son modèle, cinq forces essentielles du moi sont à développer par le jeune durant la rééducation : l'espérance, le vouloir, la poursuite des buts, la compétence et la fidélité. Elle reconnaît l'importance d'une alimentation convenable fournie par le milieu ainsi que les attitudes (savoir-être) des éducateurs. Quatre étapes sont aussi proposés : l'acclimatation, le contrôle, la production, la personnalité et supposent l'atteinte d'un état d'équilibre supérieur pour chaque étape.

### Le modèle Gendreau
Gilles Gendreau, considéré comme le père de la psychoéducation, propose un modèle d'intervention basé sur huit opérations professionnelles et la structure d'ensemble. Les huit opérations professionnelles représentent les étapes du processus d'intervention dans un cycle représenté comme infini où les sept premières étapes sont répétées une à une et la huitième (la communication) est présente dans chacune de ces étapes. 
- L'observation : C'est la première étape de ces opérations. Elle consiste l'utilisation du vécu partagée et de grilles d'observation pour déterminer globalement les besoins du sujet.
- L'évaluation pré-intervention : Cette évaluation est utilisée comme point de départ de l'intervention afin de cibler les objectifs par la suite.
- La planification : L'objectif est de planifier l'intervention selon les observations.
- L'organisation : Il renvoie à la structure d'ensemble où le psychorééducateur identifie les dix composantes.
- L'animation : Elle consiste en la réalisation de l'intervention dans l'expérience du vécu partagé[pas clair].
- L'utilisation : C'est la couleur psychoéducative où l'intervenant utilise l'animation pour permettre au sujet de réaliser des prises de conscience afin qu'il généralise ses comportements. Cette opération rétroactive est le produit de l'animation et de toute l'intervention.
- L'évaluation post-situationnelle : Cette étape est composée de l'évaluation de l'intervention de manière formative ou sommative pour savoir si l'intervention a eu l'effet obtenu en comparaison aux résultats de l'évaluation pré-intervention.
- La communication : Quelle soit formelle ou informelle, la communication est présente tout au long des sept autres opérations professionnelles[6].

La structure d'ensemble surnommée la toupie, est aussi créée par Gilles Gendreau. Elle représente les dix composantes nécessaires à l'animation d'une intervention. Le sujet et le groupe de pairs se trouve au-dessus, c'est l'endroit où la personne qui souhaite tourner la toupie doit mettre ses doigts. Au centre de la structure d'ensemble, se trouvent les objectifs (généraux et spécifiques) qu'on retrouve fréquemment dans un plan d'intervention ou un plan de services individualisés. Dans le bas de la toupie, ce qui la tient stable, se trouvent les parents, l'éducateur (l'intervenant) et les autres professionnels impliqués auprès du sujet. Enfin, les composantes satellites forment la grande partie de la toupie. On y retrouve les moyens de mises en interaction (didactiques, les techniques d'intervention, etc.) le programme et le contenu, les systèmes d'évaluation et de reconnaissance, l'espace et le temps (subjectif et objectif), les codes et procédures (valeurs et règles) et les systèmes de responsabilité. 

## Formation
Un diplôme technique d'études collégiales en éducation spécialisée est offert dans plusieurs cégeps. Pour porter le titre de psychoéducateur et être membre de l'Ordre des psychoéducateurs et psychoéducatrices du Québec, une personne doit avoir obtenu un diplôme universitaire de 2e cycle (maîtrise) en psychoéducation. La formation en psychoéducation est offerte dans plusieurs institutions d'enseignement à travers le Québec :
- l'Université du Québec à Trois-Rivières ;
- l'Université du Québec en Outaouais ;
- l'Université du Québec en Abitibi-Témiscamingue ;
- l'Université Laval ;
- l'Université de Montréal ;
- l'Université de Sherbrooke.

Le doctorat spécialisé en psychoéducation a fait son apparition dans les universités québécoises en 2009. Il existait auparavant un doctorat en psychologie avec une option psychoéducation.